# Las Inmaculadas de Zurbarán

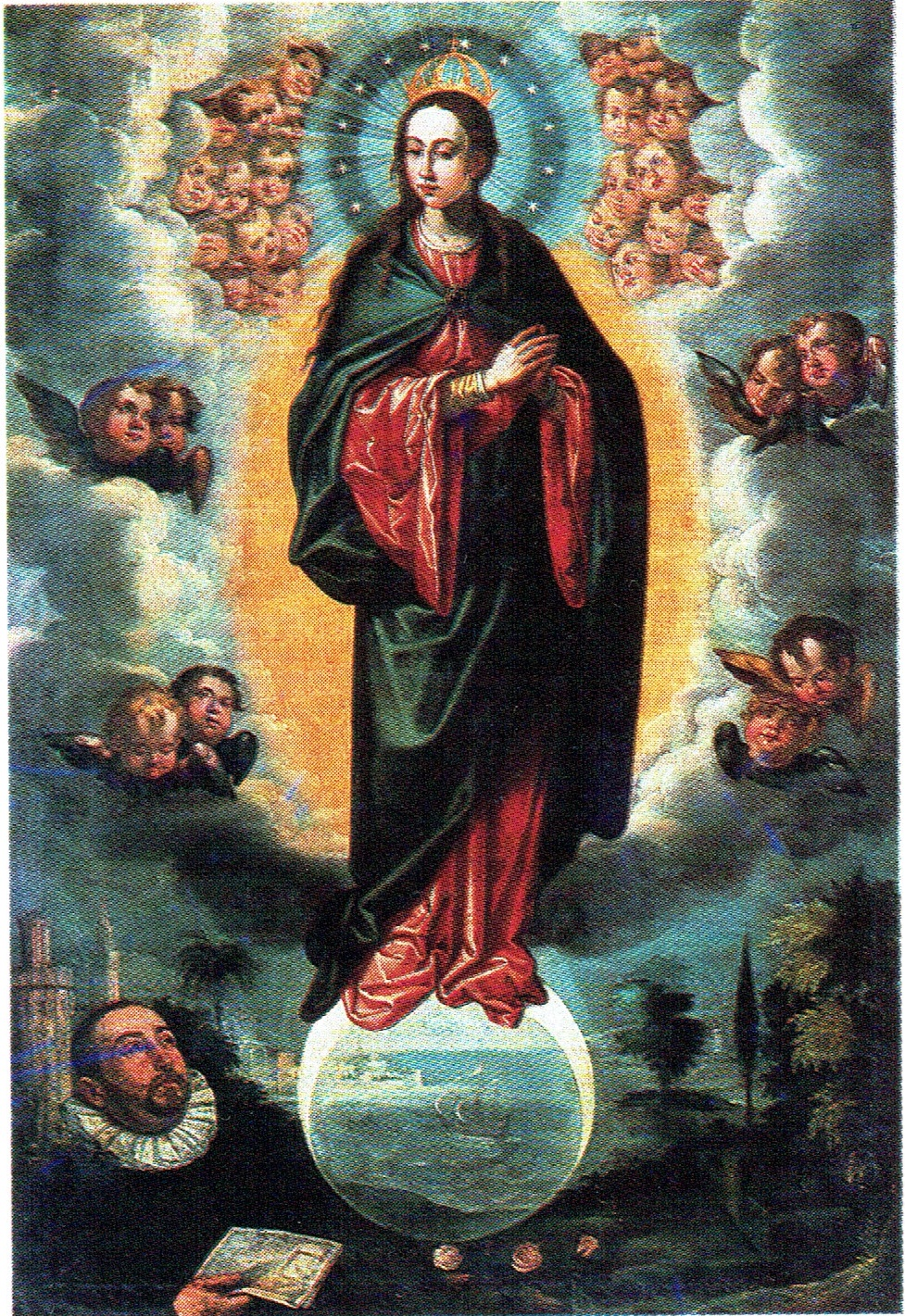
Inmaculada con Miguel del Cid, de Francisco Pacheco (1619) precedente de las versiones de Zurbarán

La Inmaculada Concepción es un tema del cual existen trece versiones realizadas por Francisco de Zurbarán, algunas con participación de su taller. También existen copias propiamente de taller, de menor interés. Zurbarán también pintó una Inmaculada con san Joaquín y santa Ana, de  iconografía más compleja. Esta temática es la más tratada por este pintor, junto con la del Cristo crucificado, las santas en actitud procesional y las diversas versiones de san Francisco de Asís.

## Introducción
La Inmaculada Concepción —o Purísima Concepción— es un concepto originario de la Iglesia ortodoxa, cuyo origen parece deberse al Protoevangelio de Santiago, que no afirma esta doctrina, pero parece implicarla. Según dicho evangelio apócrifo, san Joaquín y santa Ana —matrimonio anciano y estéril— rogaron a Dios tener descendencia, y se les apareció el arcángel Gabriel, anunciándoles que tendrían una hija, la futura Virgen María.
La Iglesia oriental, entre los siglos VIII y XII, incluyó en su calendario litúrgico la festividad de la concepción de Santa Ana, que no tardó en penetrar en Occidente, donde las primeras referencias al motivo inmaculista aparecen en el Martirologio de Tallaght, en el que la fiesta Inceptio o Conceptio Mariae Virginis estaba fijada el 3 de mayo. En el siglo XI, dicha festividad se celebraba el 8 de diciembre  en Winchester y en la Catedral de Canterbury, pero la idea de la Inmaculada Concepción no se insinuó hasta 1128 cuando los canónigos de Lyon decidieron santificar su celebración.
Los teólogos, forzados a pronunciarse sobre lo que había sido una simple creencia piadosa, pero que había sido incorporado a la liturgia, se dividieron en dos corrientes:
- Maculistas: según ellos, la Virgen había nacido con el pecado original, pero fue posteriormente santificada.
- Inmaculistas: según ellos, la Virgen había sido concebida libre del pecado original.

La mayoría de teólogos escolásticos, así como la orden de los dominicos, apoyaron la postura maculista, pero la orden franciscana apoyó el inmaculismo, apoyándose en la autoridad de Duns Scoto. En España, en un primer momento, no pasó de ser una devoción de los monarcas, adquiriendo posteriormente un carácter popular. En los siglos siguientes, dicha celebración fue repetidamente suprimida y luego restablecida. En el Concilio de Basilea, Ferrara y Florencia —1431-1445— se sugirió celebrar su festividad en las iglesias, como tradición antigua y loable. El papa Sixto IV la introdujo en el calendario litúrgico el 27 de febrero de 1476, mediante la constitución Cum praexcelsa, ratificándose el 17 de junio de 1546 en el Concilio de Trento. El 8 de diciembre de 1661 el papa Alejandro VII dictó la constitución apostólica Sollicitudo omnium, por la que aprobaba la doctrina de la Inmaculada Concepción, prohibía los escritos contrarios a ella y autorizaba su culto, lo cual fue recibido en España con grandes festejos. El papa Pío IX la ratificó definitiva y solemnemente como dogma el 8 de diciembre de 1854, a través de la constitución Ineffabilis Deus, de aplicación en toda la Iglesia católica.

## Iconografía
Las primeras representaciones pictóricas para ilustrar esta temática tan abstracta se basaban la iconografía del Árbol de Jesé, el abrazo ante la Puerta Dorada o la Santa Ana Triple. Su definitiva iconografía barroca se fue gestando a lo largo de los siglos XVI y XVII, sobre la base del versículo del Apocalipsis de san Juan, en el que se alude a «una mujer vestida de sol, con la luna a sus pies, y una corona de doce estrellas sobre su cabeza», —Mulier amicta sole— identificada como la Virgen María, y complementada con algunos símbolos de las letanías de Loreto. En 1570, Johannes Molanus celebraba esta nueva interpretación artística en su tratado De picturis et imaginibus sacris. Luis del Alcázar —en 1618— y Francisco Pacheco, en su Arte de la pintura, su antigüedad y su grandeza —Sevilla, 1649— fueron detallando su plasmación pictórica. En los años de aprendizaje de Zurbarán en Sevilla —1614-1617— el ambiente espiritual y artístico de esta ciudad contribuyó en gran manera a la nueva visión pictórica de dicho tema.
En esta iconografía barroca la composición está dividida en una parte celestial y una pequeña porción terrenal. En ambas se representan símbolos de las letanías de Loreto, según recomendaba Pacheco: «los atributos de la tierra [que] se acomodan, acertadamente, por país y los del Cielo, si quieren entre nubes. Adórnase con serafines». La Virgen aparece como una adolescente —en ocasiones casi como una niña— con una gentil expresión de modestia, situada en el centro de la parte celestial, posada sobre una luna transparente en cuarto creciente, con las puntas generalmente hacia abajo. María porta una corona imperial, y su cabeza está orlada por el círculo de estrellas propio de la Mujer del Apocalipsis, así como por numerosas cabecitas de querubines entre nubes, formando uno o varios nimbos. En la parte celestial, aparecen también varios ángeles rodeando la figura de la Virgen, iluminada por detrás por el Sol.

## Las Inmaculadas de Zurbarán
Zurbarán realizó trece versiones de este tema, desde sus primeros años sevillanos hasta sus últimos años madrileños. La primera versión conocida es de ca.1629, y las dos últimas están fechadas en 1661. A lo largo de estos más de treinta años, el pintor fue evolucionando en su estilo y en la iconografía, con la introducción de algunas novedades, pero siempre dentro de las normas derivadas de la Contrarreforma.
Las indicaciones de Pacheco nunca se cumplieron rigurosamente, siendo el propio Pacheco el primero en transgredirlas. Las primeras Inmaculadas de Zurbarán son deudoras de aquel pintor, pero ya las pintadas en la década de 1640 presentan notables variaciones, tanto en la composición como en  la iconografía. Los atributos marianos del paisaje inferior casi siempre se mantienen, pero los símbolos de las letanías de la zona celeste —alrededor de María— quedan difuminadas o desaparecen, substituidos por ángeles o por putti. La anterior rigidez y el tenebrismo son substituidos por un estilo más evolucionado, con un esfumado que dulcifica las figuras, y el pintor renuncia a la presentación frontal y geométrica, que daba un aspecto de estatua a la Virgen de las primeras versiones. En todas las obras su manto es azul oscuro, pero la túnica, de color rosa pálido en los primeros cuadros, posteriormente suele ser del blanco deslumbrante propio de Zurbarán. En este aspecto, las versiones posteriores a 1632 generalmente se acomodan a la indicación de Pacheco: «Hase de pintar con túnica blanca y manto azul, que así se apareció esta Señora a doña Beatriz de Silva».
En las Inmaculadas tardías, el rostro de la Virgen aparece bastante más alargado, lo mismo que su figura, inclinada levemente y circunscrita en un círculo. Las manos, más finas, se juntan con mayor elegancia y la cabeza se inclina hacia la izquierda del lienzo, mirando en ocasiones hacia abajo y en otras hacia el Cielo. En algunas de las últimas versiones la modelo para la Virgen posiblemente fuera María Manuela, hija del pintor y de su tercera esposa, Leonor de Tordera.
En los siguientes enlaces se halla cumplida información sobre las trece versiones conocidas, ordenadas cronológicamente: 
- Inmaculada Concepción (1629, Museo del Prado);
- Inmaculada (Barcelona), 1632;
- Inmaculada Concepción (Sigüenza), 1635;
- Inmaculada Concepción (1635, Museo del Prado);
- Inmaculada Concepción (Museo Cerralbo), 1645;
- Inmaculada Concepción (Fundación Focus), 1645;
- Inmaculada (Catedral de Sevilla), 1650;
- Inmaculada Concepción niña, 1656;
- Inmaculada Concepción (Nueva York), 1656;
- Inmaculada Concepción (1658);
- Inmaculada con dos figuras alegóricas, 1658;
- Inmaculada Concepción (Budapest), 1661;
- Inmaculada Concepción (Langon), 1661;

## Galería de imágenes

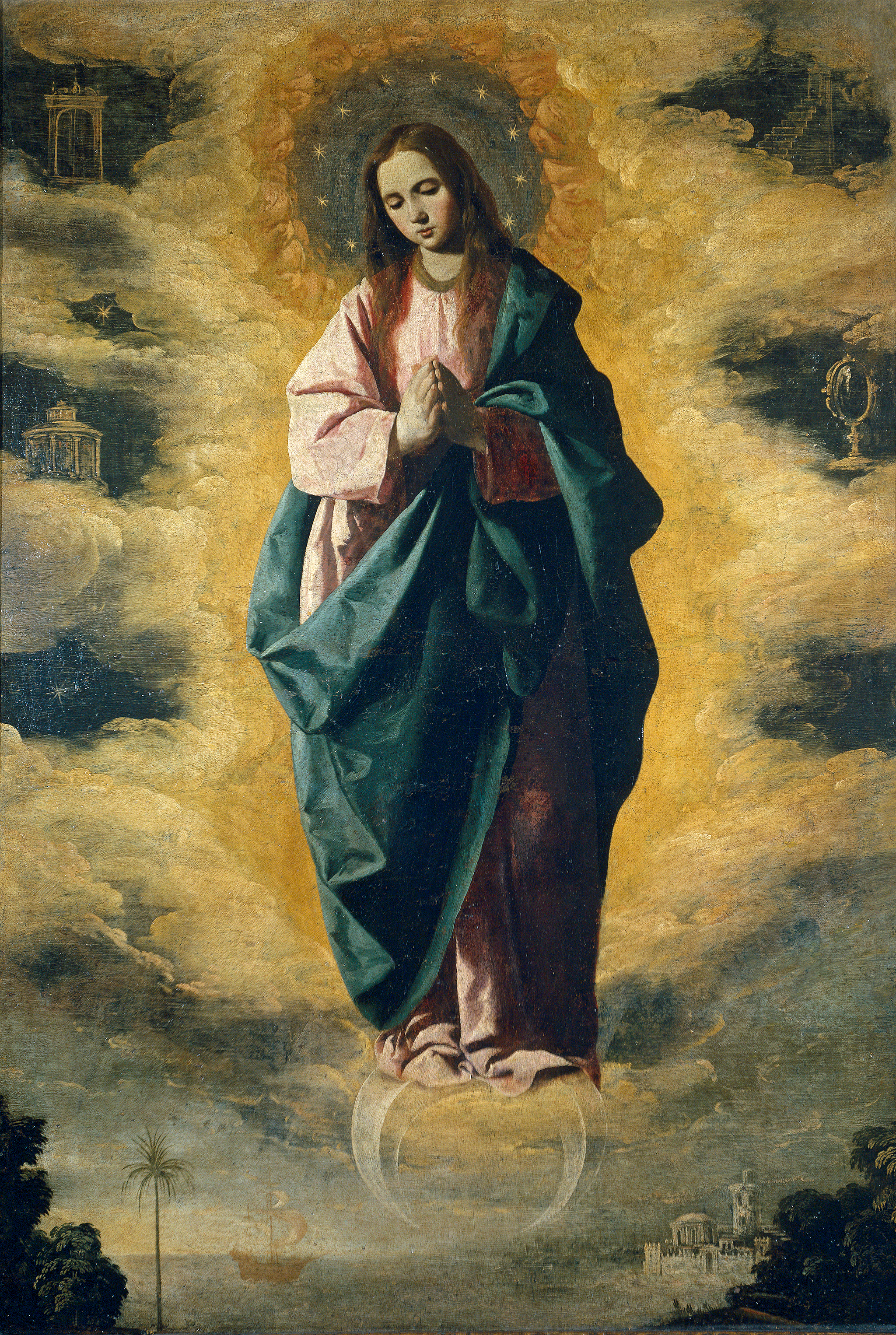
Inmaculada Concepción (1629, Museo del Prado)
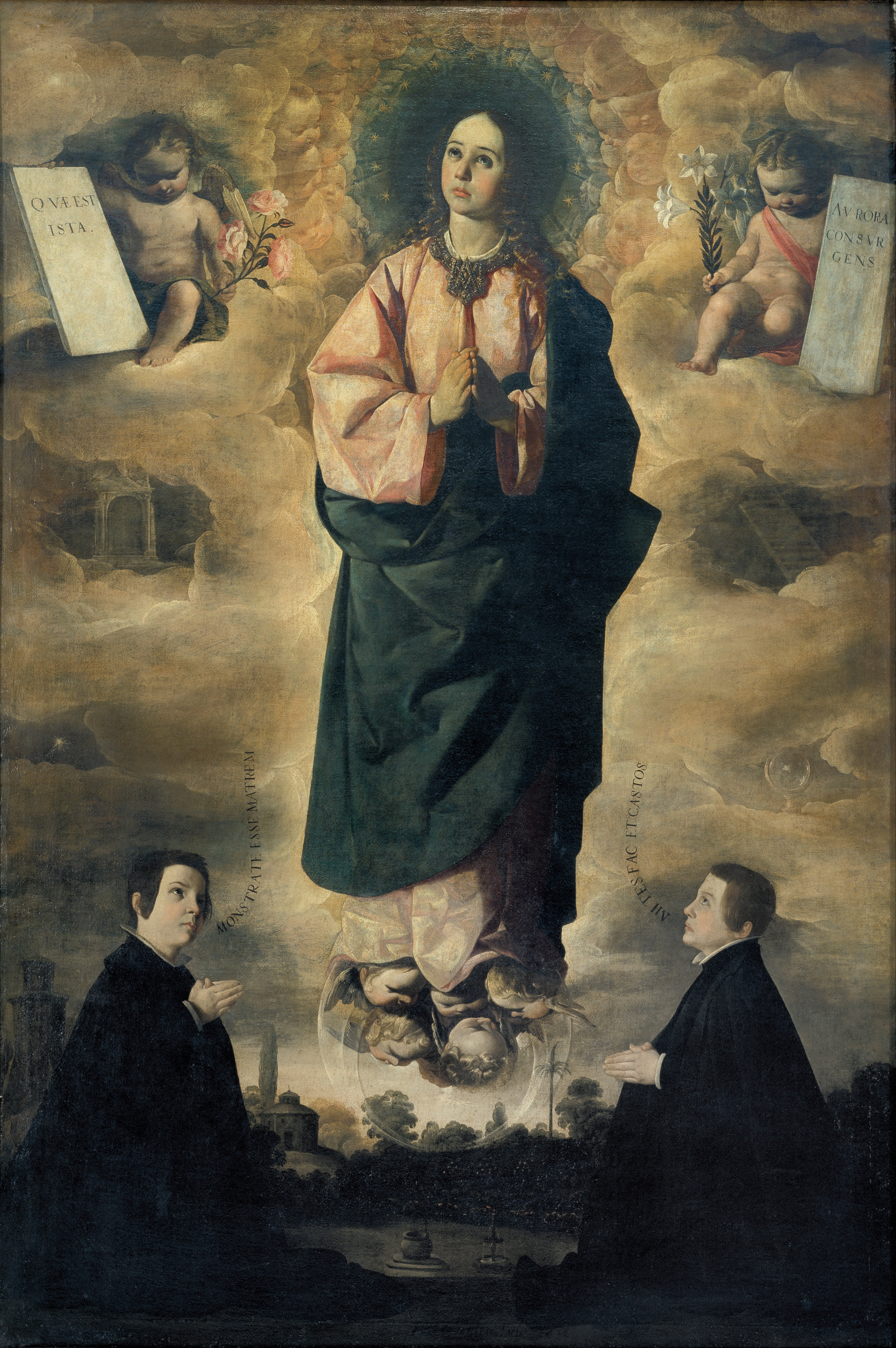
Inmaculada (Barcelona)
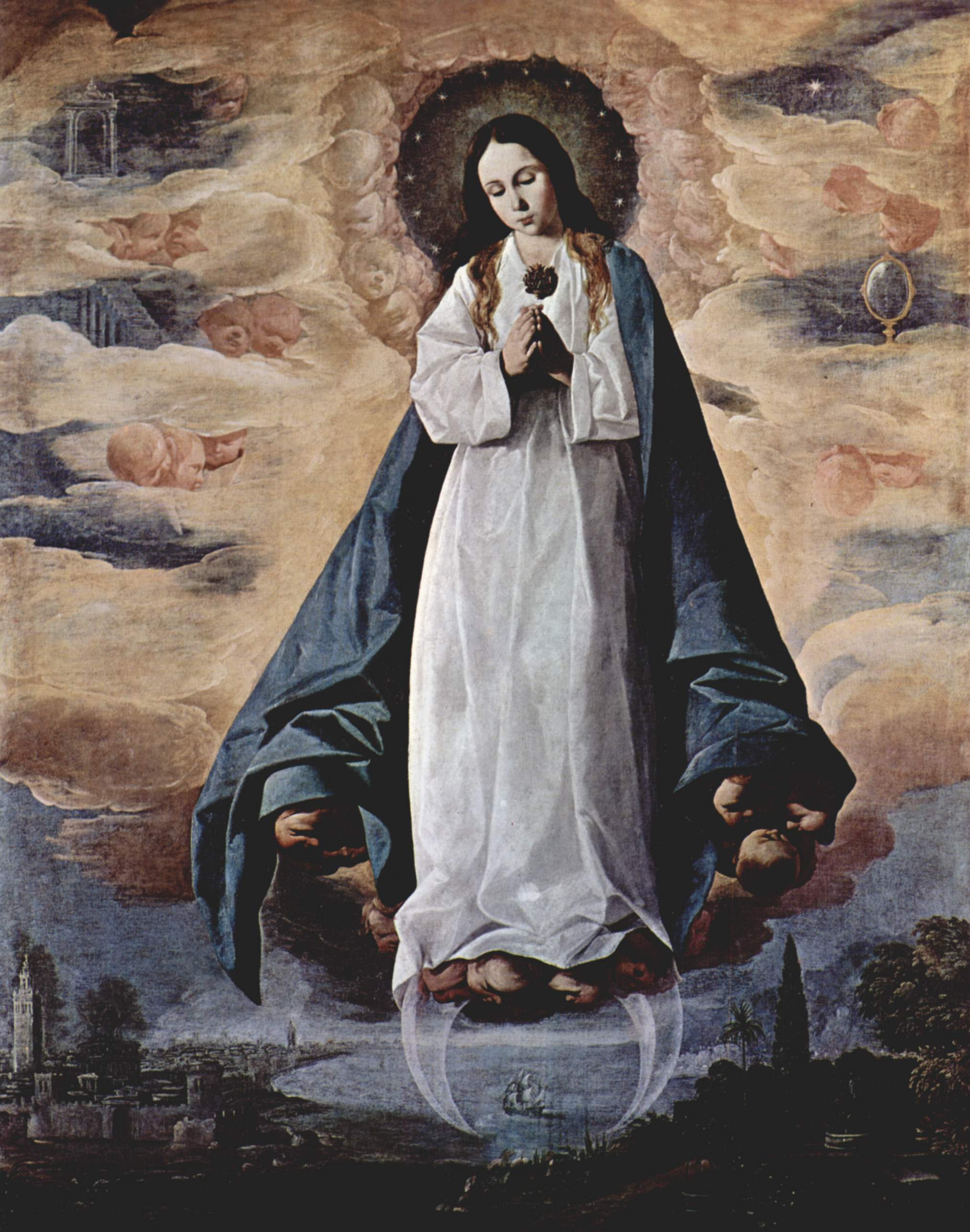
Inmaculada Concepción (Sigüenza)
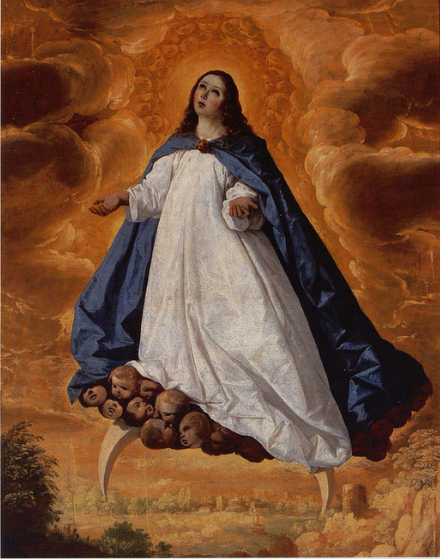
Inmaculada Concepción (1635, Museo del Prado)
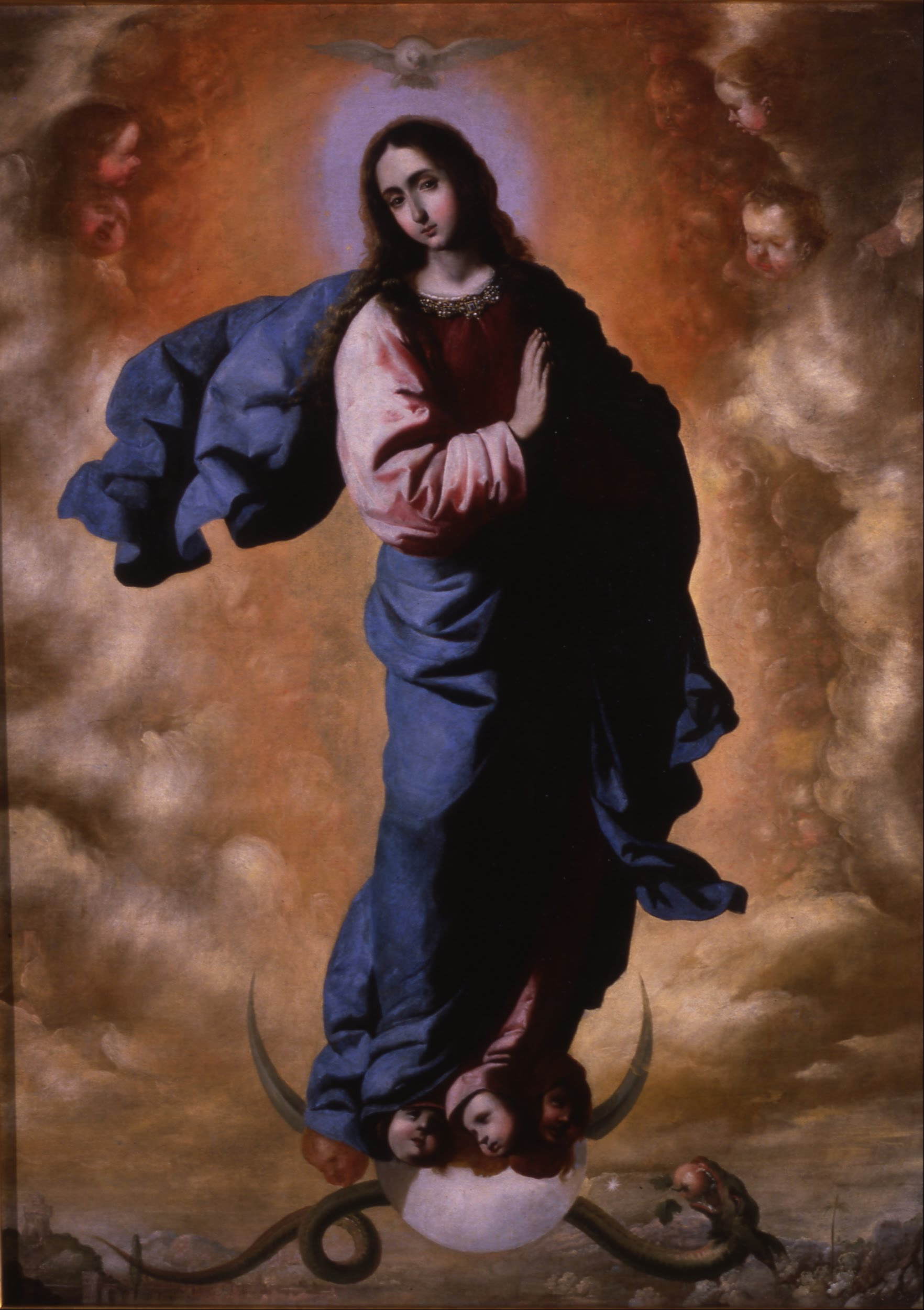
Inmaculada Concepción (Museo Cerralbo)
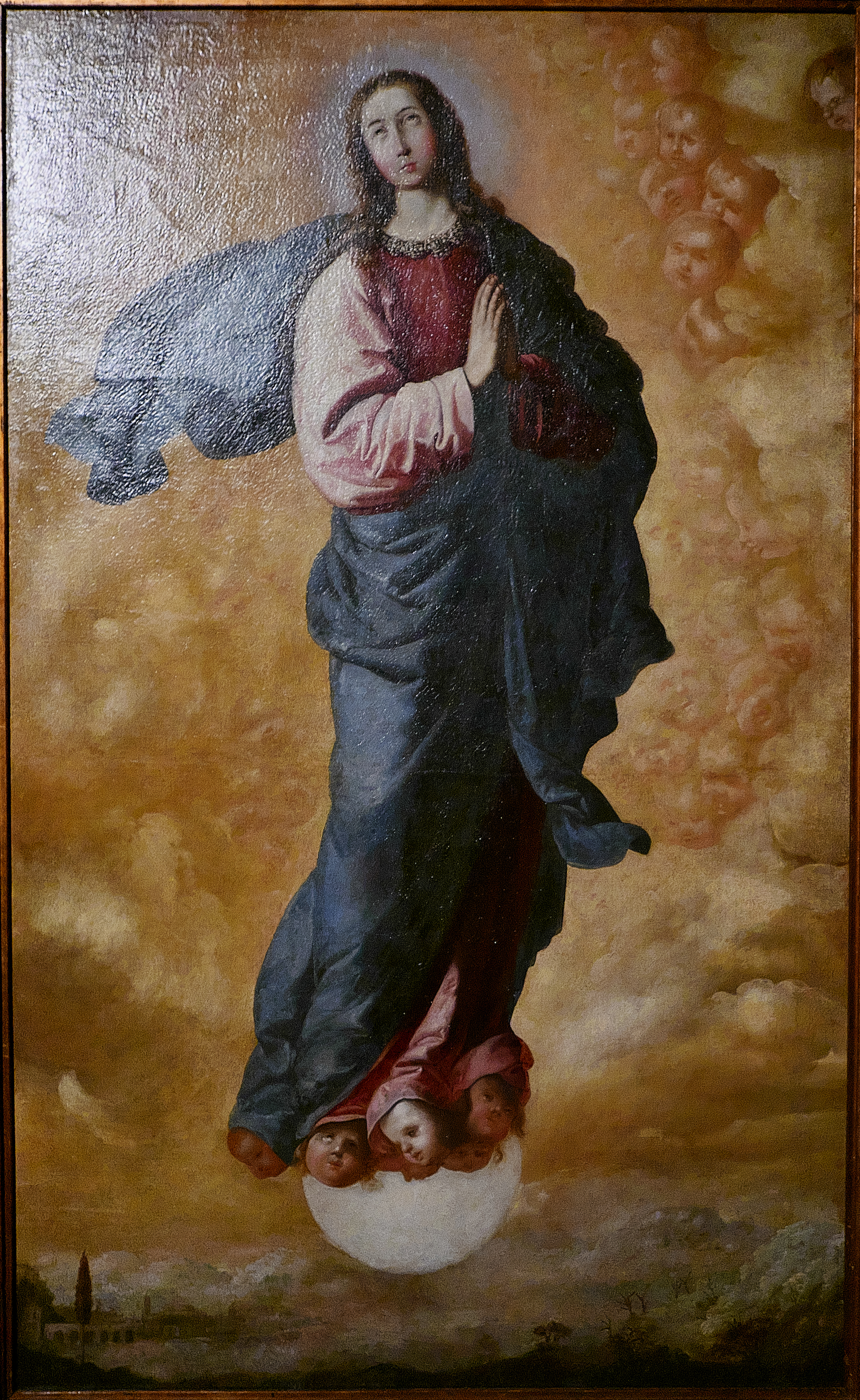
Inmaculada Concepción (Fundación Focus)
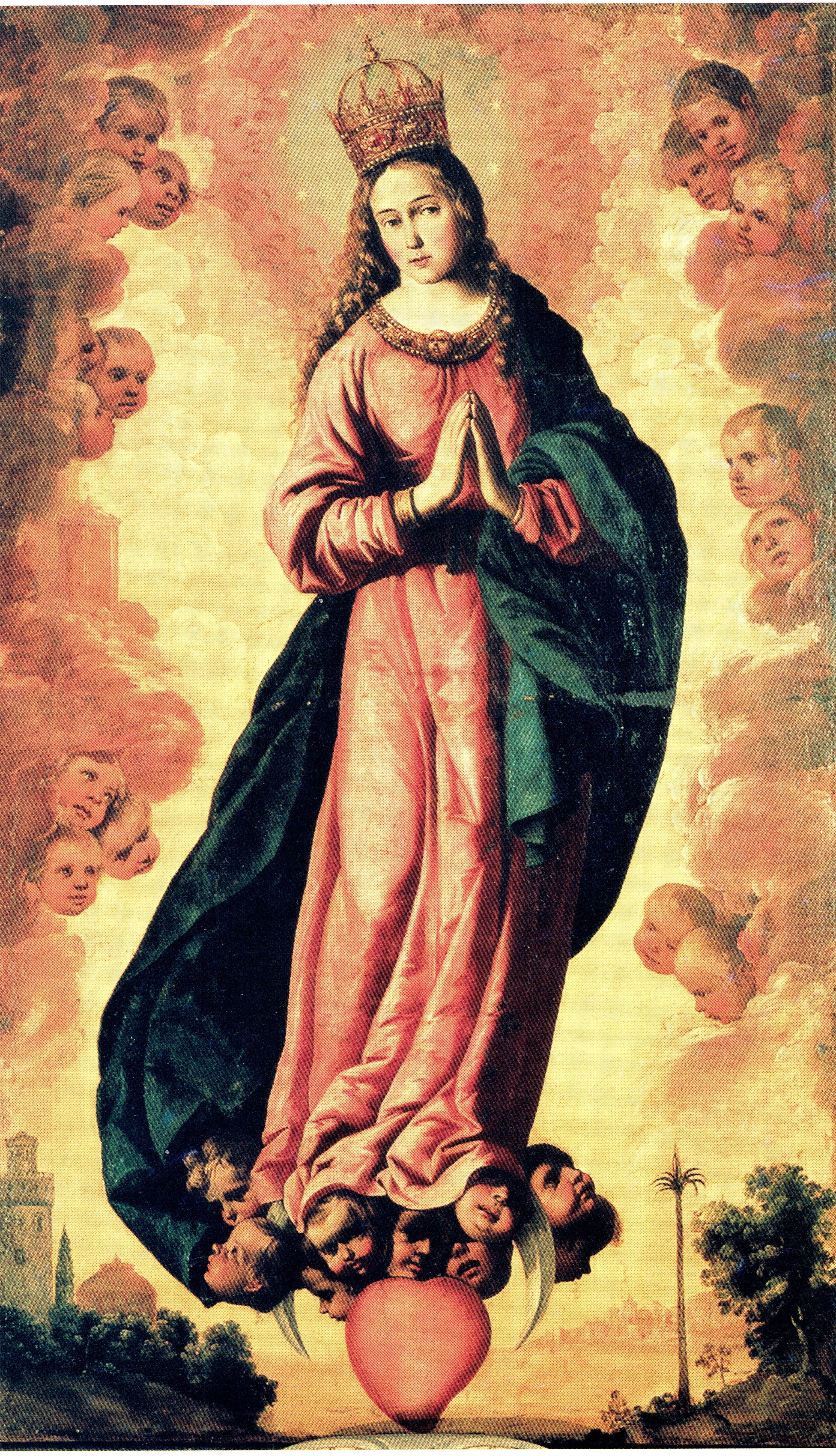
Inmaculada Concepción (Catedral de Sevilla)
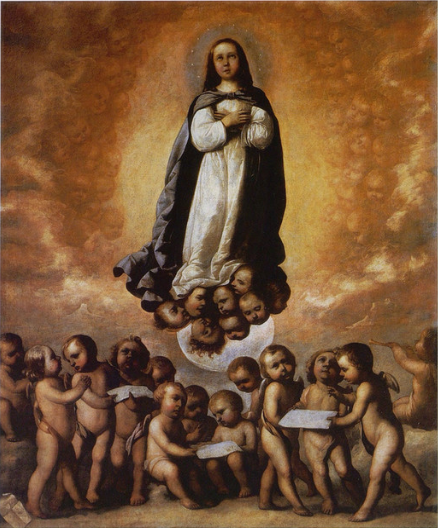
Inmaculada Concepción niña
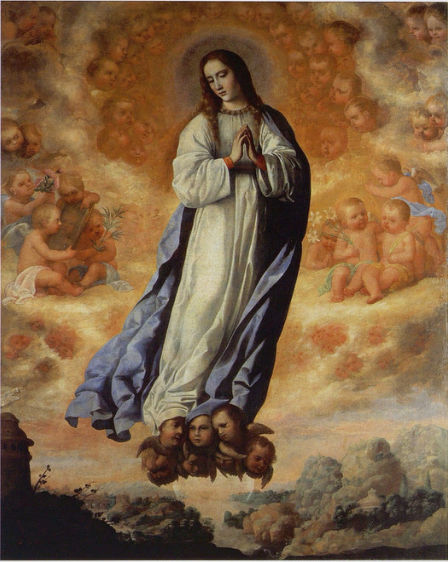
Inmaculada Concepción (Nueva York)
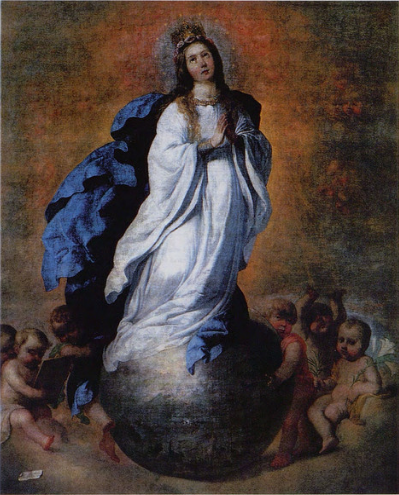
Inmaculada Concepción (1958)
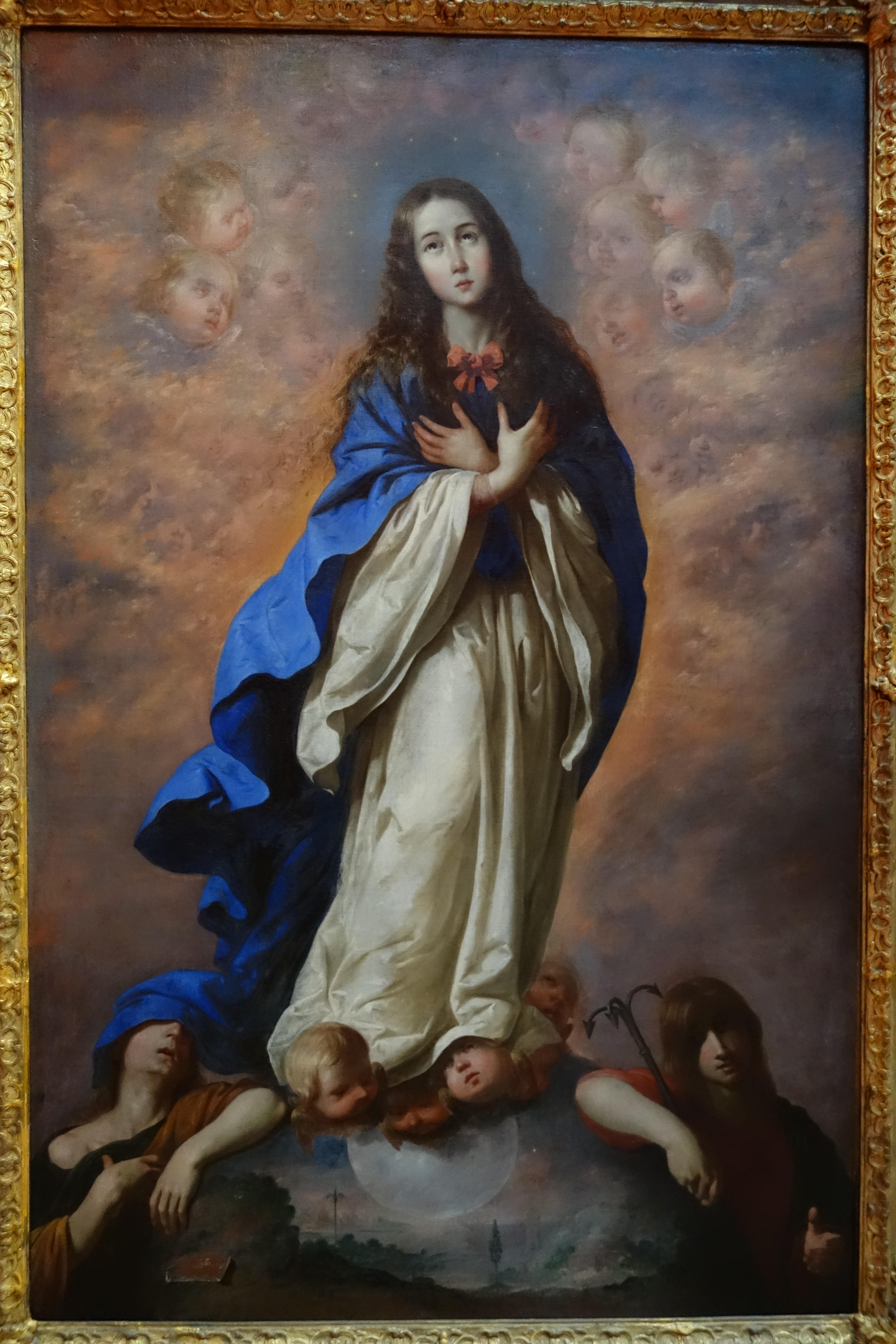
Inmaculada con dos figuras alegóricas
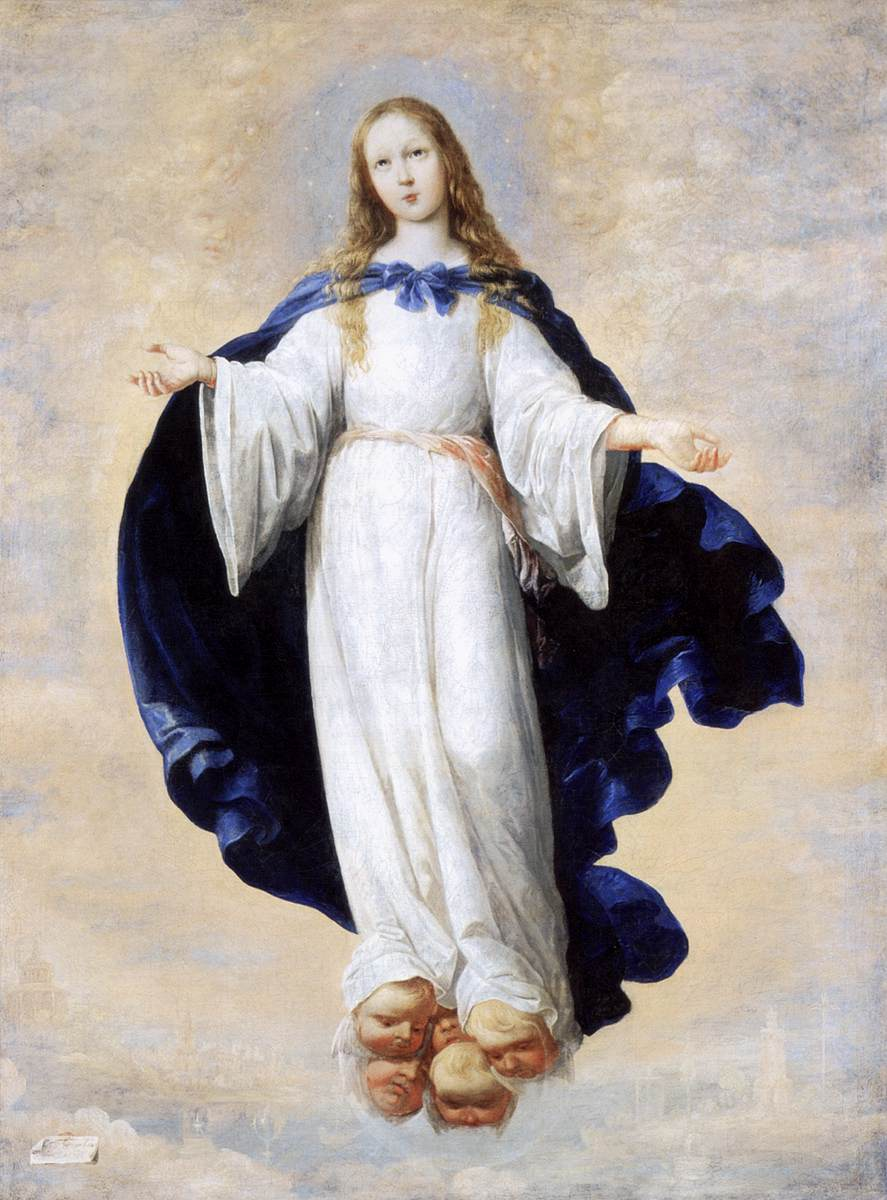
Inmaculada Concepción (Budapest)
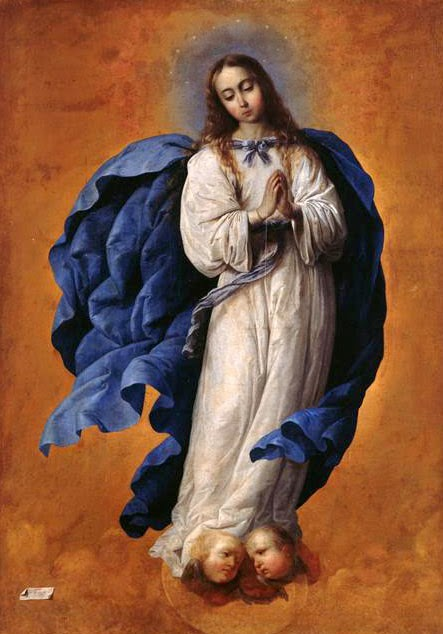
Inmaculada Concepción (Langon)
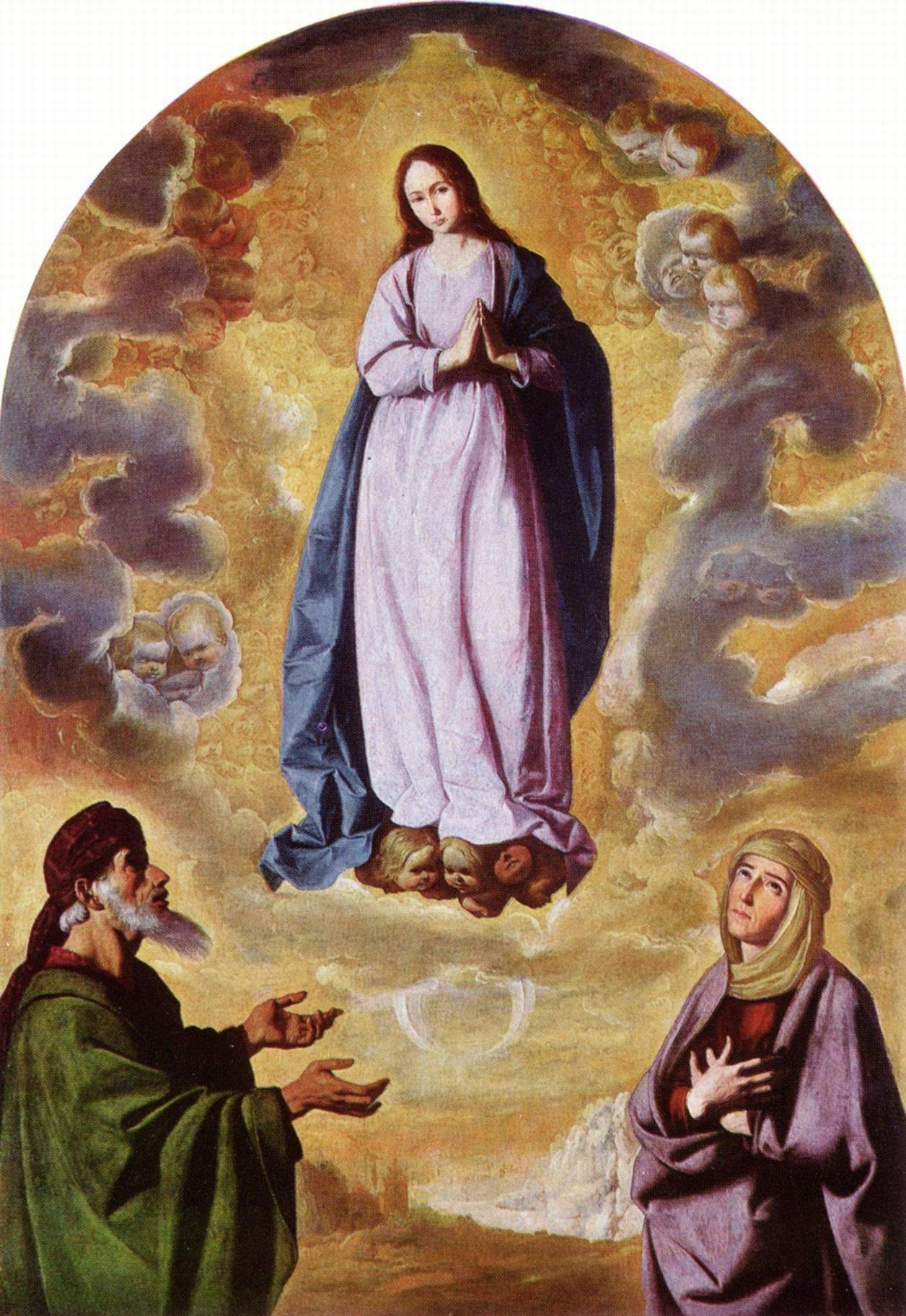
Inmaculada Concepción, con san Joaquín y santa Ana